# Jouo Heika no Petite Ange
Её Высочество малышка Энджи (яп. 女王陛下のプティアンジェ Дзёо:-хэйка но Пути Андзэ) — аниме-сериал 1977-78 годов производства компании «Nippon Animation», вышедший в США под названием «Angie Girl».

## Сюжет
Действие происходит в XIX веке в Лондоне, и повествует об Энджи, двенадцатилетней девочке, которая работает сыщиком-любителем. Она раскрывает целый ряд преступлений наряду с детективами из Скотланд-Ярда.

## Сэйю — персонажи
- Кэйко Хан — Энджи
- Хироко Кикути — Поппинс
- Итиро Нагаи — Джексон
- Канэта Кимоцуки — Бенджамин
- Кадзуюки Согабэ — Майкл
- Миёко Асо — Барбара
- Сэйко Накано — Фрэнк
- Такэси Аоно — Роджер
- Тэцуо Мидзутори — Альфреда
- Току Нисио — Джимми
- Ёко Асагами — Хелен
- Юдзи Фудзисиро — Хилари